# Bruce Irons (engenheiro)
Bruce Irons (Southampton, 6 de outubro de 1924 – Calgary, 5 de dezembro de 1983) foi um engenheiro e matemático canadense.
Seu trabalho foi fundamental para o desenvolvimento do método dos elementos finitos, incluindo o patch test e o solver frontal.
Foi acometido por esclerose múltipla, o que o levou com sua mulher a cometer suicídio em 5 de dezembro de 1983.

## Obras
- Irons, Bruce e Ahmad, Sohrab: Techniques of Finite Elements, 1979